# Alexandra Ramires
Alexandra Ramires (Coimbra, 1987), é uma realizadora e animadora portuguesa de cinema de animação premiada em vários festivais. 

## Biografia
Alexandra Ramires, também conhecida como Xá, nasceu em 1987, em Coimbra e cresceu no Algarve, em Portimão. Licenciou-se em Pintura na Faculdade de Belas-Artes da Universidade de Lisboa em 2010, após ter frequentado a Universidade Federal do Rio Grande do Sul durante um semestre com uma Bolsa de Louvor atribuída pelo Banco Santander Totta. 
É na produtora Sardinha em Lata que começa a trabalhar na àrea da animação em 2009. Lá trabalhou em filmes realizados por David Doutel, José Miguel Ribeiro, Marta Monteiro e Vasco Sá. Quatro anos mais tarde, vai viver para o Porto onde começa a trabalhar na Cooperativa Bando à Parte, onde para além de continuar a trabalhar com outros realizadores também desenvolve os seus próprios projectos, sendo a curta-metragem Elo o primeiro que realiza a solo. 

## Prémios e Reconhecimento
Água Mole, filme de animação co-realizado com Laura Gonçalves foi nomeada para a Quinzena dos Realizadores de Cannes, em 2017. 
Com Elo, o seu primeiro filme a solo recebeu vários prémios, entre eles: 
- 2020 - É distinguida com o Prémio Nacional da Animação na categoria de filmes profissionais, na Festa Mundial da Animação, promovida pela Casa da Animação [8][9]

- 2020 - Ganha o prémio Gold Hugo, na categoria de curta-metragens de animação do Festival Internacional de Cinema de Chicago [10] [5][11][12]

- 2021 - Prémio Quirino para Melhor Desenvolvimento Visual de uma Obra de Animação, atribuído pela Liga Ibero-Americana de Animação [13][14]

- 2021 - Ganhou 4 prémios no Monstra Festival, entre eles o Prémio SPA/Vasco Granja e o Prémio do Público na categoria de Melhor curta Metragem [15][16][17]
- 2021 - Elo, foi uma das curtas-metragens que se qualificaram para o Óscar de Melhor Curta-metragem de animação na edição dos Oscares de 2021. [18][19]
- 2021 - Ganhou o Prémio de Melhor Curta-Metragem dos Prémios Sophia atribuídos pela Academia Portuguesa de Cinema [20]

A curta-metragem Percebes, co-realizada com Laura Gonçalves ganhou o Prémio de Melhor Curta Metragem, no Festival de Cinema de Animação de Annecy 

## Filmografia Seleccionada
Como realizadora: 
- 2017 - Água Mole, co-realizado com Laura Gonçalves [25]
- 2020 - Elo, o argumento contou com a colaboração da escritora Regina Guimarães [26]
- 2024 - Percebes, co-realizado com Laura Gonçalves [22]

Como animadora: 
- 2010 - Viagem a Cabo Verde, do realizador José Miguel Ribeiro [27]
- 2014 - Fuligem, realizado por David Doutel e Vasco Sá
- 2016 - Fim de Linha, realizado por  Paulo D'Alva, António Pinto

## Ligações Externas
- Animation Industry Podcast: Alexandra Ramires partilha dicas para filmes de animação (inglês)
- Festival OLHO: entrevista a Alexandra Ramires e Laura Gonçalves (2020)
- Trailer: Elo (2020)
- Trailer: Água Mole (2017)